# Claudio Massini
Claudio Massini (Napoli, 1955) è un pittore italiano.

## Biografia
Claudio Massini è nato nel 1955 a Napoli. Ha studiato all'Accademia di Belle Arti di Napoli. Ha trascorso la prima giovinezza a Trieste. Attualmente vive e lavora a Treviso. 
Nei primi anni Settanta il lavoro artistico di Massini comprende azioni performative inserite all’interno di un contesto urbano e sociale. Nel 1975 partecipa alla Quadriennale di Roma come componente del gruppo Humor Power Ambulante, all'interno della mostra dal titolo la nuova generazione. Nel 1976 partecipa alla trentasettesima Biennale di Venezia. A partire dal 1975 Massini sviluppa il suo stile personale caratterizzato dall'applicazione su tela di molteplici strati di pigmento organico e inorganico creando immagini in rilievo con estrema precisione. Nel 1989 espone a Napoli nella galleria di Lucio Amelio. Nel 2003 espone alla Galleria d'Arte Moderna di Bologna e alla Műcsarnok Kunsthalle di Budapest. Nel 2009 con la mostra personale Fili fatali, l'artista espone al Civico Museo Sartorio e contemporaneamente in altre sei sedi museali della città di Trieste. Nel 2010 la città di Campione d’Italia ospita, presso la Galleria Civica San Zenone, la mostra Lago Sacro, una personale dell'artista curata da Philippe Daverio. Nel 2017 Il Museo di arte contemporanea di Treviso, Casa Robegan, ospita la prima personale trevigiana dell’artista, intitolata Il Corpo della Pittura.

## Collezioni Pubbliche
Italia
- MAMbo - Museo d'arte moderna di Bologna, Bologna[11]
- Museo d'arte moderna e contemporanea di Trento e Rovereto, collezione VAF-Stiftung[12]
- Castel Sant’Elmo / Museo del Novecento di Napoli - MiBACT[1]
- MIAAO - Museo Internazionale di Arte Applicata Oggi, Torino